# La Danse du feu (pel·lícula de 1899)
La Danse du feu, inicialment llançat a Amèrica i Gran Bretanya com a Haggard's "She"—The Pillar of Fire i també coneguda com La Colonne de feu, és un curtmetratge mut de trucs del 1899 dirigit per Georges Méliès.

## Argument
Un diable salta dins d'una gran xemeneia, encenent un foc. D'una paella gegant s'aixeca una dona jove amb voluminoses túnices blanques. Quan el fum puja a la llar de foc, la dona comença una dansa serpentina. Les seves faldilles prenen aspecte de flames fins que, finalment, desapareix en un esclat de foc.

## Repartiment
- Jehanne d'Alcy: Ayesha, la flama vivant
- Georges Méliès : el diable

## Producció
La Danse du feu va ser la primera pel·lícula basada en la novel·la de Henry Rider Haggard de 1887 She: A History of Adventure. En lloc d'intentar explicar tota la història de la novel·la, Méliès va utilitzar un dels seus personatges com a inspiració per a una pel·lícula de trucs, recordant l'escena de la novel·la en què Ayesha es troba enmig de les flames. Almenys sis adaptacions més d'"Ella" es van fer a l'era muda.

## Estrena
La pel·lícula va ser estrenada per la Star Film Company de Méliès i compta amb el número 188 dels seus catàlegs. Mentre que la pel·lícula es va comercialitzar a Amèrica i Gran Bretanya com Haggard's She, emfatitzant la connexió amb la popular novel·la, a França es va oferir simplement com a Danse du feu a França, sense esmentar Haggard.
Com moltes de les pel·lícules de Méliès, El pilar de foc es va oferir en una impressió acolorida a mà amb colors dissenyats i dirigits per Elisabeth Thuillier. La impressió pintada a mà de la pel·lícula és un exemple ornamentat de l'obra de Thuillier per a Méliès.